# 동면초등학교 (경북)
동면초등학교는 대한민국 경상북도 봉화군 재산면 동면로 521(동면리 1283)에 있었던 초등학교이다.

## 학교 연혁
- 1935년 9월 5일 재산공립보통학교 부설 동면간이학교 인가
- 1945년 10월 5일 동면국민학교로 승격
- 1985년 3월 1일 병설유치원 개원
- 1996년 3월 1일 동면초등학교로 개칭
- 1998년 2월 19일 제46회 졸업식(4명, 총 1,362명)
- 1998년 3월 1일 재산초등학교로 통폐합